# 王唐成
王 唐成（おう とうせい、生没年不詳）は、中国漢王朝の武帝が紀元前108年に朝鮮半島に設置した植民地・楽浪郡で勢力を張った中国系豪族・楽浪王氏出身の北魏官僚。官位は「広武将軍」「東宮侍郞」「合肥子」。

## 人物
曾祖父・王波は、前燕の「儀同三司 武邑公」を務めた。祖父・王班は、後燕の「散騎常侍」「平西将軍」「給事黄門侍郞」「晋陽侯」を務めた。子・王光祖は、北魏の「寧遠将軍」「徐州長史」「淮陽太守」「司州中正」「晋陽男」を務めた。孫・王禎は、北魏の「員外散騎侍郎」を務めた。
北魏・西魏の政治家である宇文泰の母親・明徳皇后と兄の王盟は楽浪王氏であるが、王唐成の曾祖父・王波と祖を同じくするため、明徳皇后、王盟、王唐成は同じ家門、親族である。王唐成一族は、代々前燕、後燕、北魏から爵位を与えられた官職従事者であり、北魏皇室とも婚姻を結ぶことができた名家だった。
王唐成の曾祖父・王波は、前燕の「儀同三司 武邑公」を務めているため、一族は楽浪郡滅亡前後に朝鮮から中国に移住している。
孫の王禎の墓誌が出土しており、王唐成一族は中国殷王朝の政治家・箕子の後裔であることが記されている。すなわち、殷王朝に箕子、比干、微子啓の三人の忠臣がおり、中国周王朝の武王が箕子を朝鮮に封じたために姓を王氏とした、と記録されている。